# 史泽咸

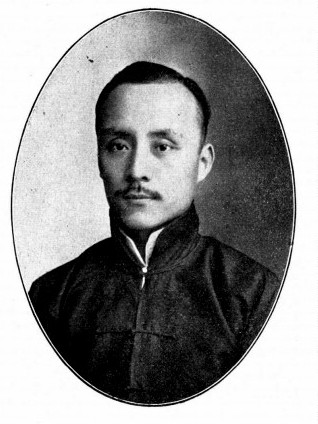
《民国之精华》中的史澤咸照片

史泽咸（1885年—？），字刚峯，山東樂陵人，中国民主革命家，中华民国政治人物。

## 生平
他早年曾留学日本鹿爾島第七高等學校，畢業后入日本东京帝国大学法科。1911年武昌起义爆发后，他回国参与組织山东军政府，并任山东军政府外交司司长。 1912年，他创建了山东垦殖协会，并当选山东省议会议员。1913年，他当选民元国会众议院议员、宪法起草委员。他还是政友会的成员。国会解散后，他到上海，后来国会恢复，他仍担任众议院议员。